# Autoroute A23 (Italie)

Localisation de l'autoroute italienne A23.

Tracé de l'autoroute italienne A23.

Pour les articles homonymes, voir A23.
L'autoroute italienne A23  est également connue sous le nom de l'Autoroute Alpes-Adriatique ou en italien : "Autostrada Alpe-Adria" et un axe autoroutier qui relie l'Italie à l'Autriche. L'autoroute A23 représente la principale liaison routière entre l'Italie et l'Europe centrale. Cette autoroute prend le relais de l'autoroute autrichienne A2 en territoire italien à la hauteur de la ville de Tarvisio dans la province d'Udine située en région Frioul-Vénétie Julienne. Sa longueur est de 120 kilomètres.

## Description
La A23 est essentiellement en deux fois deux voies sauf pour certains tronçons, de part et d'autre d'échangeurs autoroutiers qui sont en deux fois trois voies.
La A23 démarre aux abords de la ville de Palmanova, dans la province d'Udine avec une correspondance autoroutière permet l'accès à l'autoroute italienne A4. L'autoroute arrive d'abord à Udine, capitale de la région Frioul. L'autoroute A23 dessert ensuite les villes de Osoppo, Gemona del Friuli, Carnia, Tolmezzo, Pontebba et Malborghetto Valbruna. et Tarvisio. L'autoroute longe le lac de Cavazzo et la commune de Cavazzo Carnico. Enfin la A23 atteint la dernière ville italienne de Tarvisio avant la frontière.
L'autoroute franchit le poste frontière de Coccau et pénètre en Autriche sous l'appellation autrichienne A2.
Cette autoroute, reconstruite après le terrible tremblement de terre du Frioul, est para-sismique bien que comportant de nombreux viaducs avec des piles d'une hauteur peu commune.

## Parcours

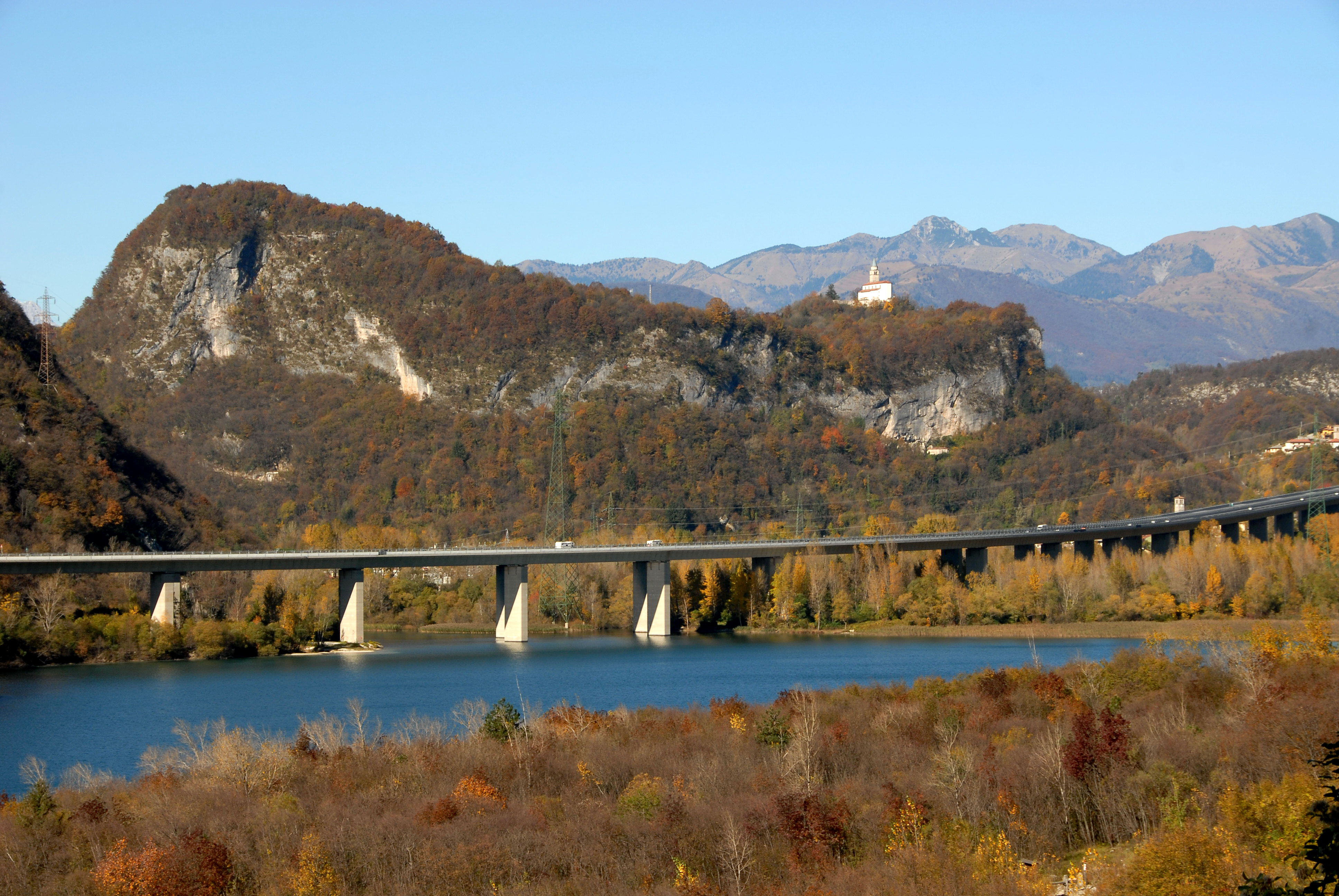
Vue du viaduc de Somplago sur l'autoroute italienne A23 le long du lac de Cavazzo.

| A23 PALMANOVA - TARVISIO Autoroute Alpe-Adria |                                                           |       |       |          |                  |
| Type                                          | Indications                                               | ↓km↓  | ↑km↑  | Province | Route européenne |
|                                               | Venezia - Trieste Palmanova                               | 0     | 119,9 | UD       |                  |
|                                               | Udine Sud Périphérique sud d'Udine                        | 13    | 106   | UD       |                  |
|                                               | Aire de services Zugliano                                 | 14    | 105   | UD       |                  |
|                                               | Aire de parking Santa Caterina                            |       |       | UD       |                  |
|                                               | Udine Nord                                                | 26    | 93    | UD       |                  |
|                                               | Aire de parking                                           |       |       | UD       |                  |
|                                               | Aire de services Ledra                                    | 37    | 82    | UD       |                  |
|                                               | Area Parcheggio                                           |       | ***   | UD       |                  |
|                                               | Osoppo - Gemona                                           | 45    | 74    | UD       |                  |
|                                               | Carnia - Tolmezzo Strada statale 52                       | 60    | 59    | UD       |                  |
|                                               | Aire de services Campiolo ouest                           | 68    | 51    | UD       |                  |
|                                               | Pontebba                                                  | 93    | 26    | UD       |                  |
|                                               | Aire de services Fella est                                | 97    | 22    | UD       |                  |
|                                               | Barrière Ugovizza                                         | 105   | 14    | UD       |                  |
|                                               | Malborghetto Valbruna                                     | 105   | 14    | UD       |                  |
|                                               | Tarvisio Sud                                              | 108   | 11    | UD       |                  |
|                                               | Tarvisio Nord                                             | 115   | 4     | UD       |                  |
|                                               | Villach - Klagenfurt - Vienna Frontière d'État - Autriche | 119,9 | 0     | UD       |                  |